# رد دات

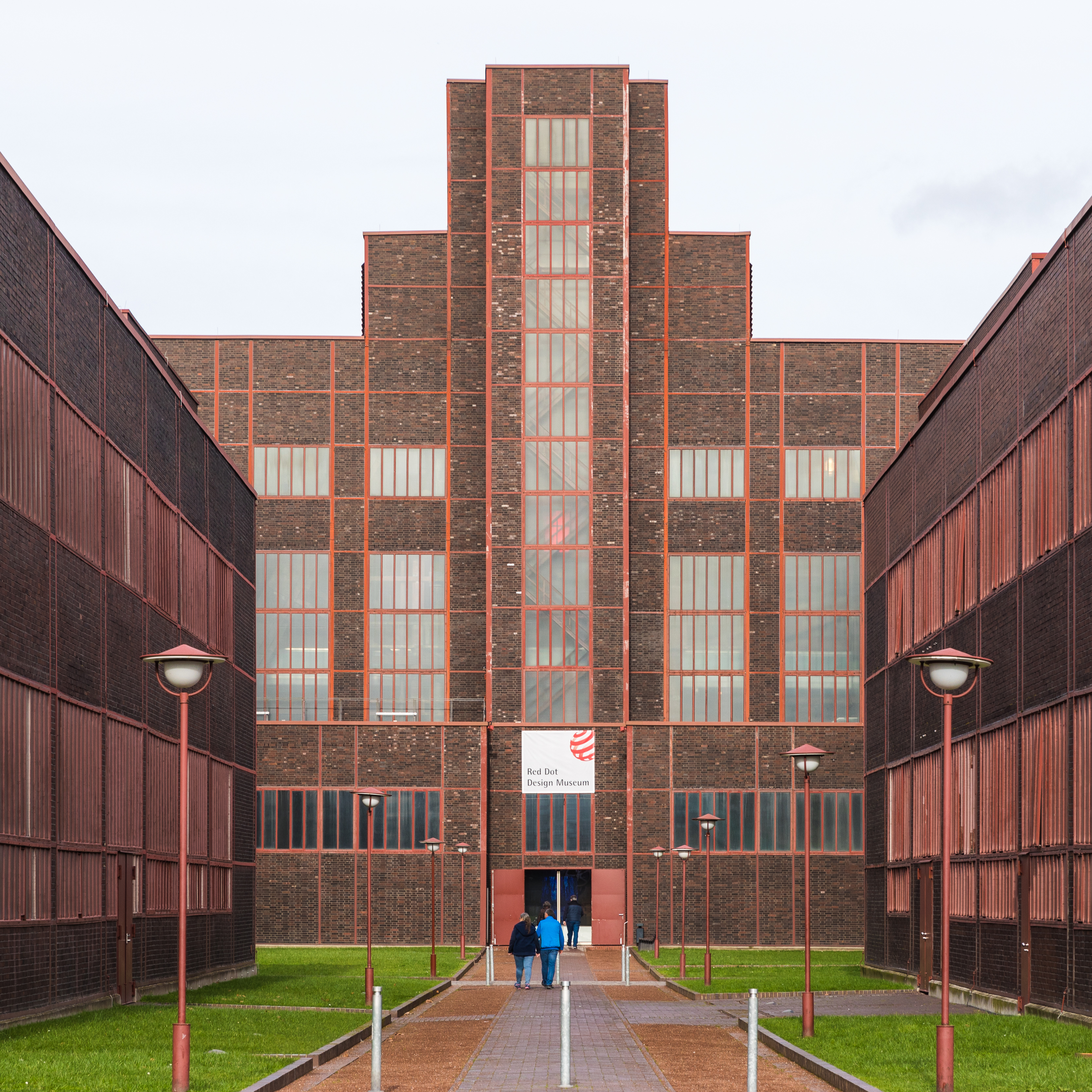
موزهٔ طراحی رد دات در سالن موتورخانهٔ معدن زغال سنگ زولورین

جایزه طراحی رد دات (انگلیسی: Red Dot Design Award) یک جایزهٔ بین‌المللی طراحی آلمانی است که از سوی شرکت رد دات اعطا می‌شود. این جایزه در رده‌هایی برای طراحی محصول، طراحی برند و ارتباطات و مفهوم طراحی به برندگان منتخب اهدا می‌شود. از سال ۱۹۵۵ تاکنون، طراحان و تولیدکنندگان قادر بوده‌اند تا برای شرکت در رقابت کسب جایزه اقدام کنند و برندگان نیز جوایز خود را در یک رویداد سالانه دریافت می‌کنند. محصولاتی که برندهٔ جایزه شده‌اند، در کنار سایر برندگان پیشین در موزهٔ طراحی رد دات واقع در محل مجموعه صنعتی معدن زغال سنگ زولورین در اسن به نمایش در می‌آیند. موزهٔ طراحی رد دات در اسن، که نخستین موزهٔ طراحی رد دات است، در سال ۱۹۹۷ ساخته شد. دومین موزهٔ طراحی رد دات نیز در سال ۲۰۰۵ در سنگاپور پایه‌گذاری شد. در سال ۲۰۱۴، بیش از ۱۵٬۵۰۰ درخواست از ۷۰ کشور مختلف برای دریافت این جایزه ثبت شد و تنها در سال ۲۰۱۶، ۱٬۵۵۹ جایزهٔ رد دات به برندگان اعطا شد که ۱۰۲ مورد از آن‌ها در ردهٔ «بهترینِ بهترین‌ها» قرار گرفتند.